# Oplocheirus ngaii
Oplocheirus ngaii – gatunek chrząszcza z rodziny czarnuchowatych.
Gatunek ten opisany został w 2016 roku. Epitet gatunkowy ngaii oznacza należący do Ngai – pana natury z mitologii ludów Bantu.
Chrząszcz o ciele długości 18,1 mm, jedwabiście matowym, ubarwionym czarniawobrązowo ze złocistym owłosieniem pokryw. Ma głowę z prawie ściętą wargą górną, podłużnym i wyraźnym żeberkiem między oczami, palisadą złocistych włosków wokół ciemienia i prawie kulistymi oczami, zajmującymi całe jej boki. Przedplecze ma nieregularnie i silnie punktowane, z przodu lekko obrzeżone, o brzegach bocznych delikatnie zaokrąglonych między ostrymi kątami przednimi a rozwartymi kątami tylnymi. Pokrywy ma ponad półtorakrotnie dłuższe niż szerokie i wyraźnie szersze od przedplecza. Powierzchnia pokryw jest silnie rzeźbiona, o mocno wgłębionych rzędach utworzonych przez punkty tak szerokie jak grubość zakrzywionych, żółtych włosków osadzonych w punktach na wypukłych międzyrzędach. Epipleury pokryw matowe i obrzeżone. Wyrostek przedpiersia jest na przedzie głęboko pobrużdżony.
Owad afrotropikalny, znany z rejonu jeziora Elmenteita w Kenii oraz Lobo w Tanzanii.